# Hiperspațiu
În științifico-fantastic, hiperspațiul este o metodă de călătorie, fiind descrisă ca o regiune alternativă a spațiului coexistentă cu propriul nostru univers, în care se poate ajunge cu ajutorul unui câmp de energie sau a unui alt dispozitiv. Călătoria în hiperspațiu este frecvent descrisă ca o călătorie cu o viteză superluminică.
Distanțele astronomice și imposibilitatea de a călători mai repede decât lumina reprezintă o provocare pentru majoritatea autorilor de științifico-fantastic. De aceea aceste bariere se propune a fi depășite în mai multe moduri: acceptarea lor ca atare (hibernare, nave lente, nave generație, dilatarea timpului - echipajul va percepe distanța ca fiind mult mai scurtă și, astfel, timpul de zbor va fi mai scurt din punctul lor de vedere), găsirea unei metode de deplasare mai repede decât lumina (motorul warp), plierea spațiului pentru efectuarea unei călătorii instantanee (de exemplu, efectul Holtzman din universul Dune), accesul la un fel de scurtătură (gaură de vierme) sau ocolirea problemei inițiale prin folosirea unui spațiu alternativ: hiperspațiul.
Hiperspațiul este folosit uneori pentru a permite și a explica călătoria superluminică în povestirile științifico-fantastic în care au loc călătorii interstelare sau intergalactice. Navele spațiale care au posibilitatea de a utiliza hiperspațiul pentru călătoria superluminică sunt, uneori, catalogate ca având hiperpropulsie.
Adesea sunt furnizate și descrieri detaliate ale mecanismelor de călătorie în hiperspațiu care conțin și unele elemente ale fizicii reale, cum ar fi teoria relativității sau teoria coardelor, cu scopul de a se crea iluzia unei explicații aparent plauzibile. Cu toate acestea, hiperspațiul este o tehnologie și o noțiune fictivă.
Autorii folosesc uneori denumiri alternative pentru hiperspațiu în lucrările lor, cum ar fi Immaterium (utilizat în Warhammer 40000), spațiu Z în seria de cărți Animorphs sau "Underspace" (spațiu-U) în lucrările lui Neal Asher.

## Exemple
- „Situație de evitare” („Avoidance Situation”) de James McConnell - ca subspațiu [1]

## Legături externe
- Hyperspace A Vanishing Act by P. Hoiland
- SF Citations for OED pe www.jessesword.com
- Hyperspace in Science Fiction : The Astronomy Cafe - Dr. Sten Odenwald Arhivat în 12 ianuarie 2013, la Archive.is pe www.astronomycafe.net